# Florian Stoffner
Florian «Flo» Stoffner (* 1975 in Zürich) ist ein Schweizer Jazz- und Improvisationsmusiker (Gitarre, Komposition).

## Leben und Wirken
Stoffner sammelte erste Erfahrungen bei Auftritten mit Harald Haerter und Erik Truffaz, mit denen er in den frühen 1990er-Jahren auf dem Lugano Festival auftrat. Ab den 2000er-Jahren arbeitete er mit Musikern wie Marius Peyer (Unsung Songs, 2000), Gitta Kahle, Christian Weber, Lionel Friedli, Hans-Peter Pfammatter, Manuel Mengis (Into the Barn, 2004), Christoph Grab, Hilaria Kramer und in den Formationen Fat Son, Lauschangriff, Lila und Science Fiction Theater. 2012 legte er sein Soloalbum … and Sorry (Veto Records) vor, dem 2014 das zweite Soloalbum Norman folgte. Mit Paul Lovens und Rudi Mahall nahm er das Trioalbum Mein Freund der Baum (Wide Ear, 2017) auf. Mit der Rapperin Anna Frey bildete er das Duo Anna & Stoffner, das bis 2020 vier Alben veröffentlichte.
Im Bereich des Jazz war Stoffner zwischen 1990 und 2023 an 27 Aufnahmesessions beteiligt.

## Diskographische Hinweise
- Marius Peyer, Christian Weber, Flo Stoffner: Unsung Songs. (Unit Records, 2001)
- Hilaria Kramer, Florian Stoffner, Daniel Humair, Pietro Leveratto: La Suite. (MGB, 2011)
- Flo Stoffner: Norman. (Veto Records, 2014) solo
- Florian Stoffner, John Butcher, Chris Corsano: Braids (HatHut/ezz-thetics, 2023)
- John Butcher / Florian Stoffner / Chris Corsano: The Glass Changes Shape (2024)